# Moses ben Joseph di Trani

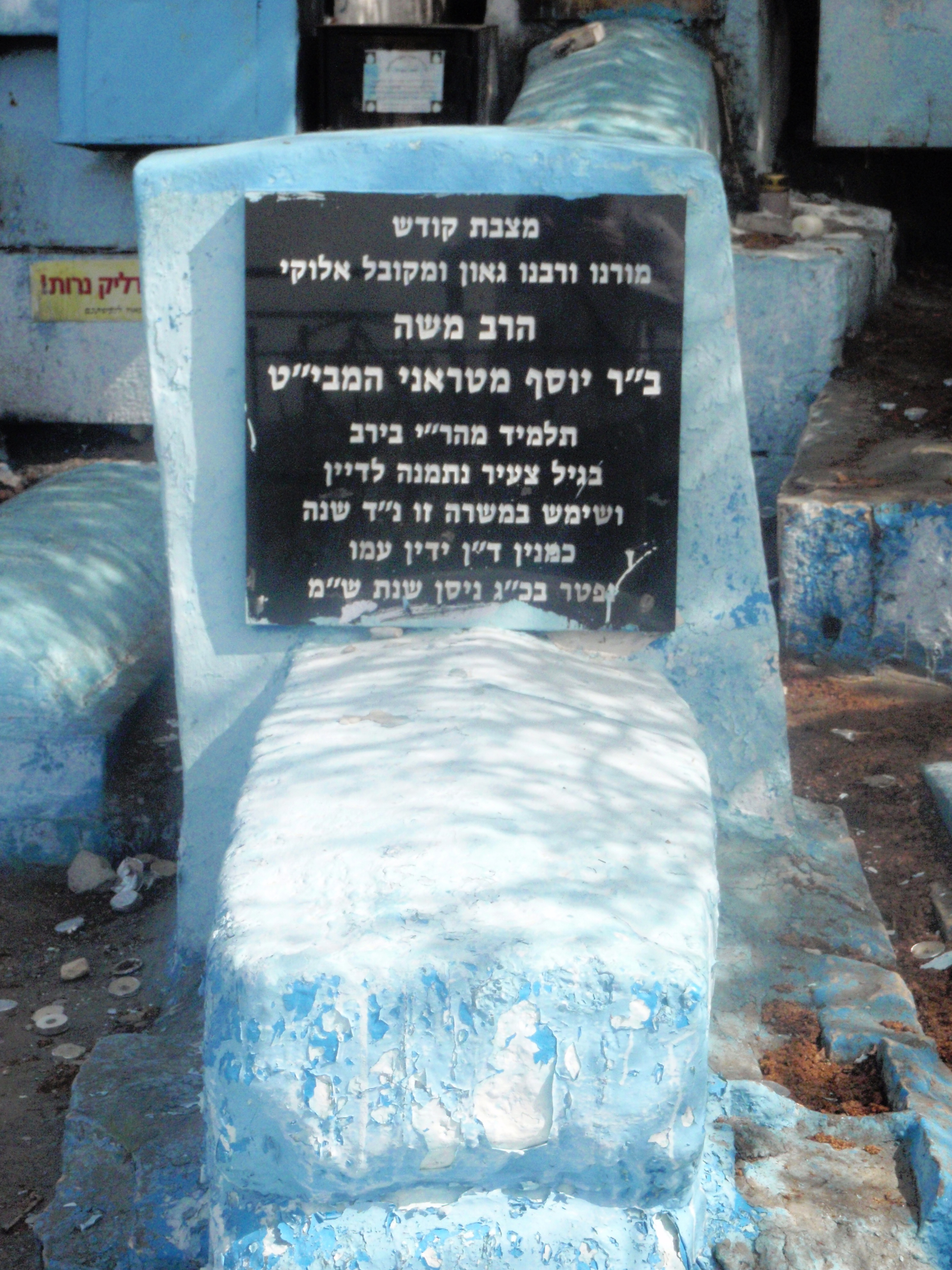

Moses ben Joseph di Trani (der Ältere) (* 1505 in Thessaloniki; † 1585 in Jerusalem; hebr. משה מטראני), genannt מבי"ט (Mabit) war ein Talmudgelehrter des 16. Jahrhunderts.
Sein Vater floh drei Jahre vor seiner Geburt von Apulien nach Thessaloniki. Als Kind wurde Moses zu Talmudstudien unter seinem Onkel Aaron nach Hadrianopel (Edirne) geschickt. Mit 16 Jahren ging er nach Safed und setzte unter Jacob Berab seine Studien fort. 1525 wurde er dort Rabbi; 1535 ging er nach Jerusalem.

## Werke
- Bet Elohim (Venedig 1576), ein moralisches und philosophisches Werk über Gebet, Sühne und Grundlagen des jüdischen Glaubens
- Kiryat Sefer (Venedig 1551; Warschau (Shriftgisser) 1902), ein Kommentar zu Torah und Talmud und Superkommentar zu schwierigen Passagen bei Maimonides
- Sefer ha-Tehiyyah weha-Pedut (Mantua, 1556; Wilna, 1799; Sudzilkov, 1834; Warschau 1841), ein Kommentar zu den Kapiteln 7–8 von Saadia Gaons Emunot we-Deot
- She'elot u-Teshubot (2 Bde., 1629–30; Lvov 1861), eine Sammlung von 841 Antworten.

| Personendaten    | Personendaten                         |
| ---------------- | ------------------------------------- |
| NAME             | Trani, Moses ben Joseph di            |
| ALTERNATIVNAMEN  | Trani, Moses ben Joseph di der Ältere |
| KURZBESCHREIBUNG | Talmudgelehrter                       |
| GEBURTSDATUM     | 1505                                  |
| GEBURTSORT       | Thessaloniki                          |
| STERBEDATUM      | 1585                                  |
| STERBEORT        | Jerusalem                             |